# Antonello Venditti

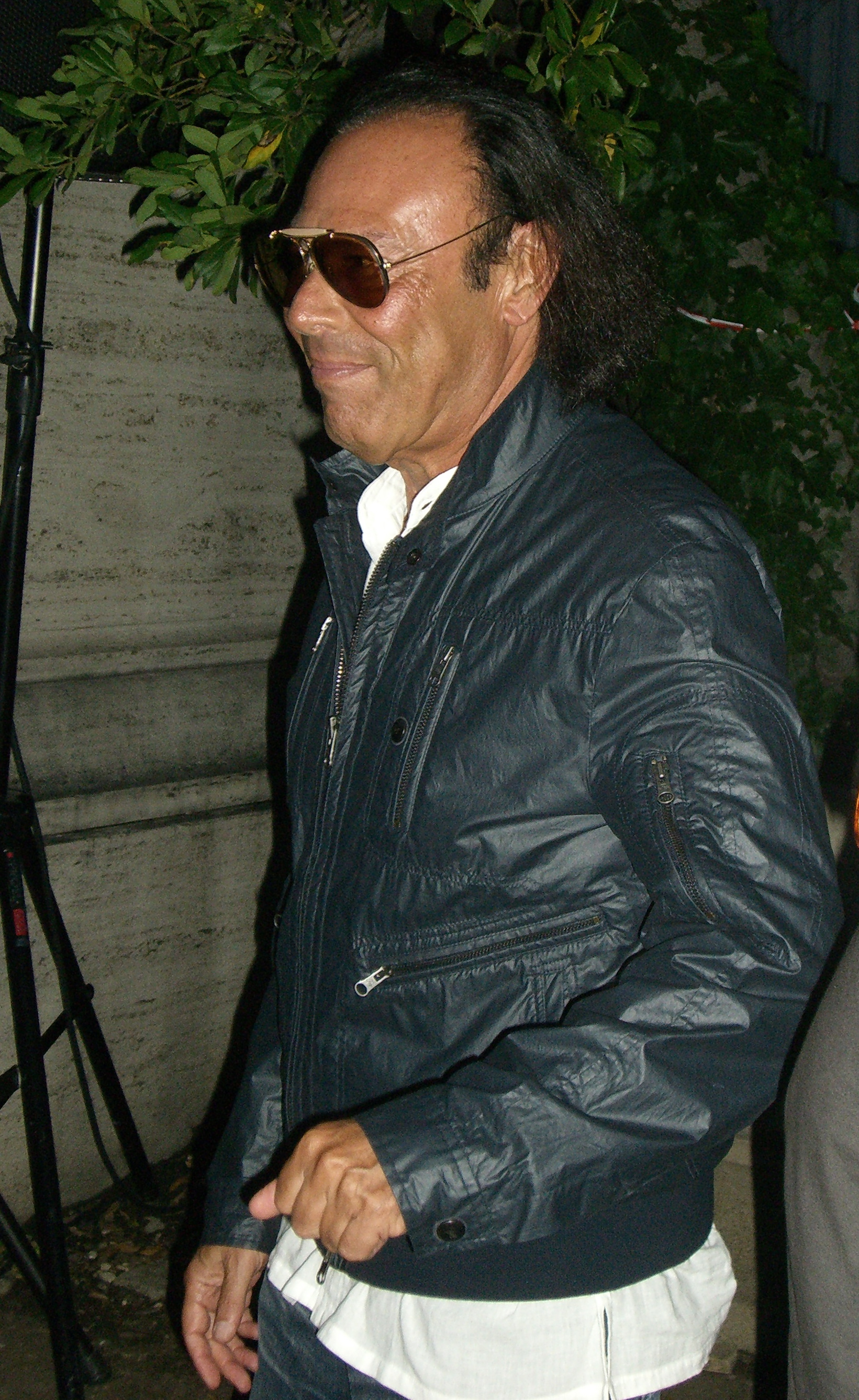
Antonello Venditti in 2008

Antonello Venditti, geboren als Antonio Venditti (Rome, 8 maart 1949), is een Italiaans zanger/componist.

## Jeugd en studie
Venditti werd geboren als zoon van een politiechef en een lerares klassieke talen. Na het liceo classico 'Giulio Cesare' doorlopen te hebben, studeerde hij rechten aan de Universiteit Sapienza Rome. In 1973 behaalde zijn doctorandustitel in de rechtsfilosofie.

## Privéleven
Venditti was van 1975 tot 1978 getrouwd met actrice Simona Izzo. Zij kregen samen een zoon, Francesco Saverio Venditti, tevens acteur. 

## Loopbaan
Venditti kwam op jonge leeftijd al in aanraking met de piano. Op dertienjarige leeftijd schreef hij de nummers Sora Rosa en Roma capoccia. Venditti's repertoire is geïnspireerd door sociale problemen. Vanaf midden jaren 70 werd Venditti steeds succesvoller in Italië. Venditti heeft wereldwijd meer dan 40 miljoen albums verkocht. De nummers Roma Roma en Grazie Roma zijn de clubliederen van de Romeinse voetbalclub AS Roma. De Romeinse zanger heeft tot driemaal toe een gratis concert gegeven op het Circus Maximus ter ere van het behalen van een titel van de voetbalclub.
In 2001 wist het betreffende concert op het Circus Maximus een recordaantal van 1,6 miljoen toeschouwers te trekken.
In 2016 verscheen het tweede boek van Venditti, genaamd Nella notte di Roma (In de nacht van Rome), waarin de zanger licht werpt op de staat van zijn geboorte- en woonplaats Rome.
In 2022 vond in het Olympisch Stadion in Rome het begin van een hernieuwde artistieke ontmoeting plaats met Francesco de Gregori, gevolgd door een lange, uitverkochte tour in Italië. Samen met De Gregori bracht Venditti in 1972 zijn eerste album uit.

## Albums
| -1983 - Theorius Campus (1972) - L'Orso Bruno (1972) - Le cose della vita (1973) - Quando verrà Natale (1974) - Bologna 2 settembre 1974 (live) - Lilly (1975) - Ullàlla (1977) - Sotto il segno dei pesci (1978) - Buona domenica (1979) - Sotto la pioggia (1982) - Circo Massimo (1983, live) | 1984-2001 - Cuore (1984) - Centocittà (1985, live) - Venditti e segreti (1986) - In questo mondo di ladri (1988) - Benvenuti in paradiso (1991) - Da San Siro a Samarcando. L'amore insegna agli uomini (1992, live) - Prendilo tu questo frutto amaro (1995) - Antonello nel paese delle meraviglie (1997) - Goodbye Novecento (1999) - Circo Massimo (2001, live) | na 2001 - Che fantastica storia è la vita (2003) - Campus Live (2004, live) - Dalla pelle al cuore (2007) - Unica (2011) - Io, l'orchestra, le donne e l'amore (2013, live) - Ritorno al futuro 70. 80. (2014, live) - Tortuga (2015) - Tortuga, un giorno in paradiso. Stadio Olimpico 2015 (live) - Sotto Il Segno Dei Pesci, 40th anniversary edition (2018) - Sotto il segno dei pesci - The Anniversary tour (2019, live) - Il Concerto [met Francesco de Gregori] (2023, live) |

## Werken met sociaal-politieke thema's
- I ragazzi del Tortuga (vert. De jongens van 'Tortuga'), 2015
- Marta (vert. Marta), 1974
- Lo stambecco ferito (vert. De gewonde steenbok), 1975
- L'orso bruno (vert. De bruine beer), 1972
- Canzone per Seveso (vert. Liedje voor Seveso), 1976
- Maria Maddalena (vert. Maria Magdalena), 1976
- L'uomo di pane (vert. De man van brood), 1972
- Modena (vert. Modena), 1979
- Sora Rosa (vert. Zuster Roos), 1963
- Questa insostenibile leggerezza dell'essere (vert. Deze ondragelijke lichtheid van het bestaan), 1986
- Dolce Enrico (vert. zoete Enrico; bezingt de dood van Italiaans politicus Enrico Berlinguer), 1995